# IC 3890
IC 3890 ist eine Spiralgalaxie vom Hubble-Typ S im Sternbild Jagdhunde. Sie ist schätzungsweise 720 Millionen Lichtjahre von der Milchstraße entfernt. 
Das Objekt wurde am 21. März 1903 von Max Wolf entdeckt.